# 投企
投企（とうき）、企投（きとう）とも言う。とはマルティン・ハイデッガーによって提唱された哲学の概念。被投という形で生を受けた人間は、常に自己の可能性に向かって存在している。これが投企である。人間というもののあり方というのは、自分の存在を発見、創造するということである。そのために、我々は現在から未来に向かって進むということであり、そのために自分自身を未来に投げかけていくということが投企というわけである。我々、人間にこれが可能なのは意味を理解することが可能なためであり、このことから物事の知覚や意識が構成されていく。そのときに自分と関わりのあるものが存在するということであり、関わりのないものは存在しないということになる。例えば社会に大勢の人間が存在しているとしても、その中で目に付くのは自分と関わりのある人間のみであり、その他大勢の人間は意識することなく存在していないも同然といった形にである。